# 48801 Пеннінґер
48801 Пеннінґер (48801 Penninger) — астероїд головного поясу, відкритий 22 жовтня 1997 року.
Тіссеранів параметр щодо Юпітера — 3,278.